# NGC 6829
NGC 6829 (również PGC 63667 lub UGC 11478) – galaktyka spiralna (Sb), znajdująca się w gwiazdozbiorze Smoka. Odkrył ją 3 września 1886 roku Lewis A. Swift.
W galaktyce tej zaobserwowano supernową SN 2012V.